# تاب بالدوين
تاب بالدوين (بالإنجليزية: Tab Baldwin)‏ مواليد 16 مايو 1958 في جاكسونفيل، هو مدرب كرة سلة أمريكي ولاعب سابق. يدرب منتخب الفلبين لكرة السلة. حقق المركز الأول في بطولة أمم أوقيانوسيا لكرة السلة 2001.

## الميداليات
| الميدالية | المسابقة                             |
| --------- | ------------------------------------ |
| ذهبية     | بطولة أمم أوقيانوسيا لكرة السلة 2001 |
| فضية      | بطولة أمم أوقيانوسيا لكرة السلة 2003 |
| فضية      | بطولة أمم أوقيانوسيا لكرة السلة 2005 |
| فضية      | بطولة أمم آسيا لكرة السلة 2011       |